# 4982 Bartini
4982 Bartini eller 1977 PE1 är en asteroid i huvudbältet som upptäcktes den 14 augusti 1977 av den rysk-sovjetiske astronomen Nikolaj Tjernych vid Krims astrofysiska observatorium på Krim. Den har fått sitt namn efter den italienske flygplans designaren Robert Ludvigovich Bartini.
Asteroiden har en diameter på ungefär 7 kilometer.